# Osobliwość Van Hovego
Osobliwość Van Hovego – osobliwość (punkt, w którym funkcja nie jest gładka), występująca w gęstości stanów dla krystalicznych ciał stałych. Występowanie takich osobliwości zostało opisane przez belgijskiego fizyka Léona Van Hove w 1953.
Ich istnienie wynika stąd, że gęstość stanów jest dana wzorem:
{\displaystyle g(E)={\frac {L^{3}}{(2\pi )^{3}}}\iint {\frac {dk'_{x}\,dk'_{y}}{|{\vec {\nabla }}E|}},}
gdzie całka jest liczona po powierzchni stałej energii. Zatem dla częstości, dla których związek dyspersyjny ma styczną poziomą (czyli w ekstremach i punktach siodłowych), pochodna gęstości stanów ma osobliwość. W pewnych przypadkach (np. dla łańcucha liniowego) również gęstość stanów może mieć punkt osobliwy.